# Баксендолл, Майкл
Майкл Баксендолл или Баксандалл (англ. Michael David Kighly Baxandall; 18 августа 1933, Кардифф — 12 августа 2008, Лондон) — английский историк искусства.

## Биография
Сын хранителя Шотландской национальной галереи. Учился в Кембридже, Павии, Мюнхене, в Санкт-Галлене слушал лекции Ганса Зедльмайра. В 1961—1965 годах — куратор Музея Виктории и Альберта. С 1965 года — профессор Института Варбурга.
В 1974—1975 годах преподавал в Оксфорде, в 1982—1988 годах — в Корнеллском университете, в 1987—1996 годах — в Калифорнийском университете. Член Американской академии искусств и наук (1991).

## Научная деятельность
Основная область интересов Баксендолла — искусство Возрождения, по подходу он — социальный историк.
В последние годы, страдая болезнью Паркинсона, не прекращал работать над монографиями о Георге Базелице и китче.

## Труды
- Piero della Francesca (1966)
- German Wood Statuettes 1500—1800 (1967)
- Giotto and the Orators, Humanist Observers of Painting in Italy and the Discovery of Pictorial Composition (1971)
- Painting and Experience in Fifteenth-Century Italy (1972)
- South German Sculpture, 1480—1530 (1974)
- The Limewood Sculptors of Renaissance Germany (1980)
- Die Kunst der Bildschnitzer: Tilman Riemenschneider, Viet Stoss und ihre Zeitgenossen (1984)
- Patterns of Intention: on the Historical Explanation of Pictures (1985)
- Tiepolo and the Pictorial Intelligence (1994, в соавторстве со Светланой Альперс)
- Shadows and Enlightenment (1995)
- Tilman Riemenschneider, Master Sculptor of the Late Middle Ages (1999)
- Words for Pictures, Seven Papers on Renaissance Art and Criticism (2003)

## Публикации на русском языке
- Баксендолл М. Узоры интенции : Об историческом толковании картин / [Пер. с англ. М. Соколова]. — М.: ЮниПринт, 2003. — 182 с. — 2000 экз. — ISBN 5-902571-01-4.[5]
- Баксандалл Майкл. Живопись и опыт в Италии XV века: введение в социальную историю живописного стиля / Перевод с английского Н. Мазур, А. Форсиловой. Послесловие Н. Мазур. — М.: V-A-C Press, 2018. — 264 с.
- Баксандалл М. Тени и Просвещение. — М.: Ад Маргинем  Пресс, 2024. — 272 с.

## Признание
- Премия Аби Варбурга (1988). Книги Баксендолла переведены на японский и многие европейские языки.